# Marido y mujer (película de 1953)
Marido y mujer (夫婦 Fūfu?) es una película de comedia dramática japonesa de 1953 dirigida por Mikio Naruse, escrita por Yōko Mizuki y protagonizada por Ken Uehara y Yōko Sugi en los papeles principales de marido y mujer.

## Sinopsis
Isamu Nakahara (Ken Uehara), un pequeño y taciturno empleado, es trasladado a una sucursal de su empresa en Tokio. Él y su esposa Kikuko (Yōko Sugi) se instalan temporalmente con sus suegros, pero tienen que encontrar alojamiento rápidamente porque la casa es demasiado pequeña, sobre todo porque el hermano de Kikuko (Keiju Kobayashi), que dirige el negocio familiar, pronto se casará y se trasladara con su futura esposa a la casa. Desesperados, al no tener medios para costearse un alojamiento, se mudan con Ryota (Rentarō Mikuni), un colega de Isamu que acaba de perder a su esposa. Kikuko se comporta de una manera que ella considera respetuosa con su anfitrión, cuidándolo cuando enferma y preparándole la comida. Poco a poco, un sentimiento de celos se apodera de Isamu, que se encierra cada vez más en sí mismo.
Algún tiempo después, Isamu y Kikuko encuentran una habitación y se mudan de la casa de Ryota. Mientras se instalan, Kikuko le dice a su marido que está embarazada. Al principio este se muestra contento con la noticia. Sin embargo tienen pocos medios económicos y la casera (Eiko Miyoshi) no quiere una pareja con hijos, tendrán que mudarse nuevamente. Le pide a su esposa que aborte y la lleva al ginecólogo. En el último momento, Kikuko se niega a entrar. Isamu, que observa a los niños jugando alrededor de un columpio en un jardín público, declara que cuidarán del niño y lo superarán.

## Elenco
- Yōko Sugi como Kikuko
- Ken Uehara como Isamu Nakahara
- Rentarō Mikuni como Ryota

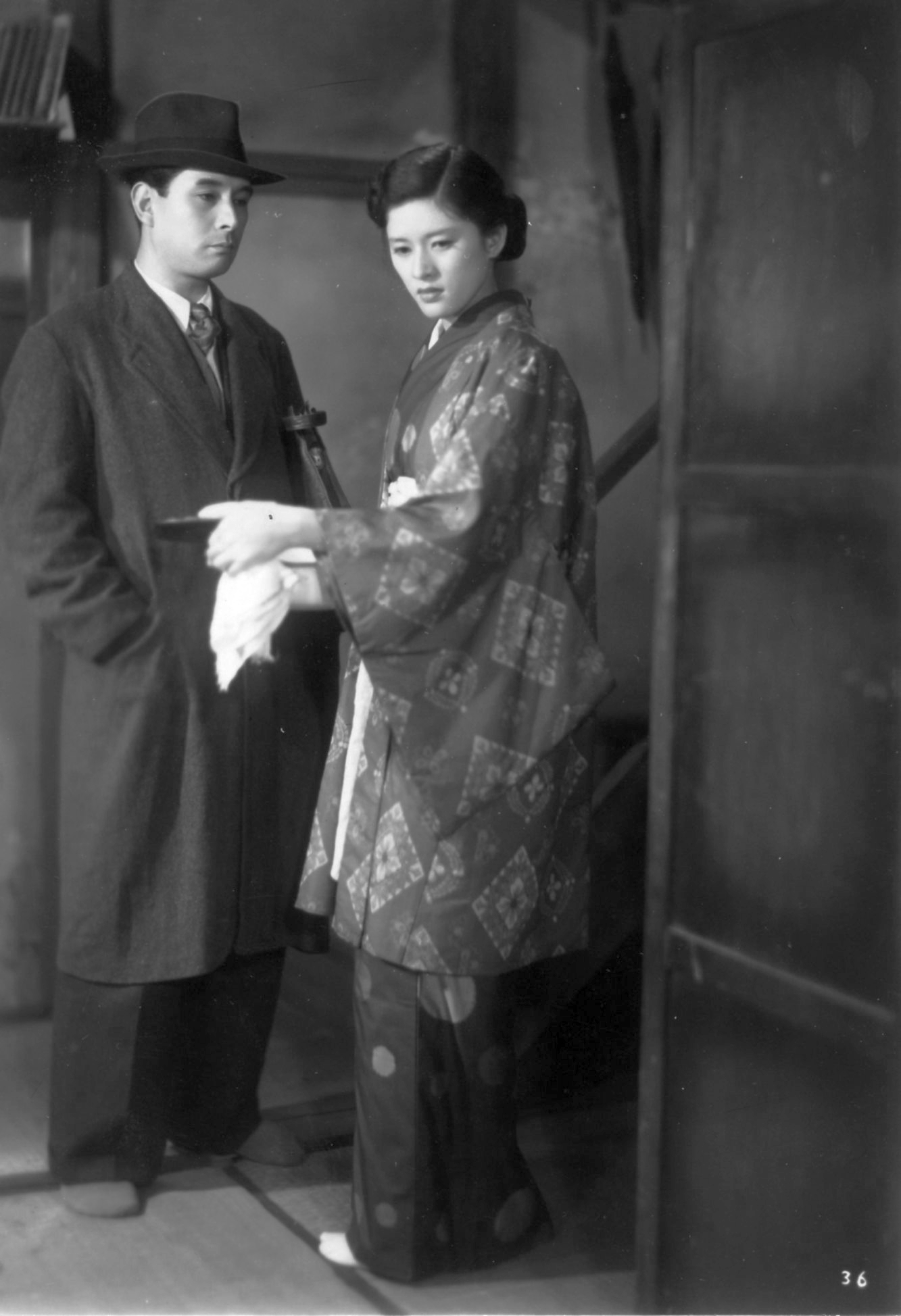
Ken Uehara y Yoko Sugi en un fotograma de la película

- Keiju Kobayashi como Shigekichi, el hermano de Kikuko
- Mariko Okada como Kumiko, la hermana de Kikuko
- Kamatari Fujiwara como el padre de Kikuko
- Hisako Takihana como la madre de Kikuko
- Chieko Nakakita como Mrs. Akamatsu
- Eiko Miyoshi como la casera

## Temas
Al igual que otras películas Naruse de este período, como El almuerzo y Esposa, el tema de marido y mujer involucra a una pareja atrapada entre sí, y, otro motivo recurrente en las películas del director, un personaje se ve obligado a redefinirse y poner a prueba su fuerza.  Naruse consideraba está película como la segunda parte, junto con El almuerzo y Esposa, de una trilogía sobre la peligrosa etapa del matrimonio.
Inicialmente la productora, Tōhō, concebía la película como una secuela de El almuerzo, pero Setsuko Hara tuvo problemas de salud a finales de 1952, una enfermedad intestinal crónica, que le impidió participar en el rodaje de la película. Por lo que Naruse decidió reemplazarla por Yōko Sugi a pesar de que hasta entonces solo había desempeñado papeles de chica soltera. Esta sustitución le obligó a modificar un poco su puesta en escena. Está película fue el único papel protagonista de Yōko Sugi en una película de Naruse.

## Recepción
El crítico de Slant Magazine, Keith Uhlich, le otorgó a la película 3,5/4 estrellas, describiéndolo como un escenario de «qué pasaría si», específicamente, «¿qué pasaría si Charlie Chaplin y Buster Keaton estuvieran encerrados juntos en una habitación y obligados a pelearse por Mary Pickford?», un paralelismo que se hace explícito en una escena en la que los protagonistas visitan una representación teatral de una rutina de Chaplin. Según Uhlich, el tema de la película es el viaje hacia la «reconciliación de aquellas contradicciones inherentes al ser humano».

## Legado
Marido y mujer se exhibió en los Estados Unidos (incluido el Museo de Arte Moderno) como parte de una retrospectiva sobre su director Naruse en 1985, organizada por el Instituto de Cine Memorial Kawakita y el estudioso de cine Audie Bock.